# Adolphe Braun
Pour les articles homonymes, voir Braun.
Adolphe Braun est un photographe français né le 13 juin 1812 à Besançon et mort le 31 décembre 1877 à Dornach.
Il est à l'origine de la maison Ad. Braun & Cie, disparue en 1969.

## Biographie
Adolphe Braun se rend à Paris en 1828, pour se perfectionner dans l'art du dessin et crée en 1834 sa première société : un atelier de dessin d'industrie. En 1843, il quitte Paris et ouvre en 1847 un nouvel atelier à Dornach, près de Mulhouse. Cet atelier prospère emploie une quarantaine de personnes en 1855.
Adolphe Braun maintiendra son activité jusque vers 1870. Ses liens privilégiés avec Daniel Dollfuss-Ausset (1797-1870), directeur de Dollfus-Mieg et Compagnie, et commanditaire de photographies de montagne dès l'invention du daguerréotype, ne sont sans doute pas étrangers à sa nouvelle passion, la photographie. En 1854, Braun présente à l'Académie des sciences une collection de Fleurs photographiées destinée aux dessinateurs industriels. Le succès qu'elles obtiennent à l'Exposition universelle de 1855 l'encourage à poursuivre dans cette voie. Braun propose alors l’Alsace photographiée (1858-1859) qui lui vaut la croix de chevalier de la Légion d'honneur et le titre de « Photographe de Sa Majesté l'Empereur ». Suivent d'autres séries.
Le tout complété par une abondante production de vues stéréoscopiques. Formant officiellement sa société parisienne en 1857, Adolphe Braun travaille avec d'autres opérateurs comme son frère Charles (1815-1892), ses fils Henri (1837-1876), qui commença comme peintre, et Gaston (1845-1928), ou encore Jean-Claude Marmant, cité par Nadar pour son exceptionnel tour de main dans la préparation des plaques au collodion. À partir de 1866, Braun a entrepris de reproduire par la photographie, les dessins des plus importantes collections publiques et privées d'Europe (musée du Louvre, Kunstmuseum de Bâle, Albertina de Vienne, galerie des Offices de Florence, collection du grand-duc et de la grande-duchesse de Saxe-Weimar-Eisenach à Weimar, etc.).
À partir des années 1870, la reproduction photographique d'œuvres d'art devient le fer de lance de la Maison Braun. Le catalogue, qui comprend aussi des reproductions de statues, de bas-reliefs, de fresques et de peinture, est considérable. Pour les épreuves, Adolphe Braun utilise le procédé inaltérable de tirage au charbon de Joseph Swan. Il sélectionne les pigments et les teintes se rapprochant le plus de l'œuvre originale : sépia, sanguine, fusain, mine de plomb, et produit des fac-similés fidèles à l'œuvre originale. La gamme complète ira jusqu'à 24 teintes au début du XXe siècle. De même, le choix du collodion est adapté en fonction des peintures à reproduire. Pour améliorer le rendu, le tirage au charbon, coûteux, reste prééminent même si la maison adopte en 1872 la photoglyptie, pour produire des tirages en série à bon marché, puis en 1876, la phototypie, un procédé d'impression aux encres grasses.
Les financiers ne suivent plus, il faut de nouveaux partenaires. La Société Adolphe Braun et Cie est créée le 26 avril 1876. Son fils Gaston, après la mort de son frère Henri, lui succède. L'entreprise au bord de la faillite sera sauvée par l'association avec son beau-père Pierre-Louis Pierson et son beau-frère Léon Clément, en 1878.

## La maison Braun &Cie(1853-1969): l'essor de la reproduction photographique d'œuvres d'art

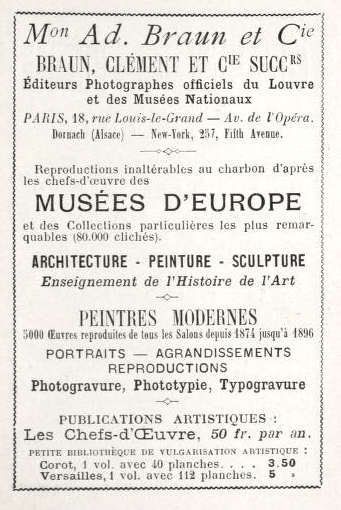
Publicité pour Adolphe Braun & Cie (1897).

### La dynastie Braun
La maison Braun & Cie fut une affaire familiale, d’une grande renommée qui lui valut de travailler dans les plus beaux musées français ainsi qu’à l’étranger. La reproduction photographique d’œuvres d’art n’était pas une grande nouveauté à l’époque où Adolphe Braun (1812-1877) ouvrit son atelier photographique à Dornach en 1853. Pourtant, il parvint à s’imposer sur le marché. À l’origine dessinateur sur étoffes, il fut formé à Paris avant de s’installer à Mulhouse en 1843 pour travailler dans la firme de textile de Dollfus-Mieg et Compagnie. Ce fut à ce moment-là, qu’il s’intéressa à la photographie et expérimenta la technique du daguerréotype. En 1847, Braun ouvre un atelier de dessin sur étoffes à Dornach. La photographie s’intégra progressivement dans la production avec la publication de l’album Fleurs photographiées en 1854. Ces photographies servirent de modèle dans les écoles de dessin ainsi que pour les industriels du textile, leur offrant la possibilité de renouveler les modèles de convention. La reproduction photographique d’œuvres d’art fut pour Braun le moyen de continuer dans cette optique de fournir des modèles.
Ce fut lors d’une campagne pour la réalisation de vues pittoresques que Braun en 1862 reproduit les dessins de Hans Holbein du Kunstmuseum de Bâle. L’édition du catalogue Allemagne de 1865 contient une quarantaine de reproductions d’antiques et de vues d’intérieurs des musées de Berlin et de Dresde. À l’instar des Fratelli Alinari, l’intention de Braun fut de « rassembler un inventaire visuel des diverses richesses artistiques de ces régions ». Un autre projet le taraude, celui de photographier les chefs-d’œuvre du musée du Louvre. Pour mener à bien ce projet de vaste envergure, Braun n’était pas seul. Son frère Charles (1815-1892), ses fils Henri (1837-1876) et Gaston (1845-1928) l’aidèrent dans son entreprise. Comme Goupil & Cie, Braun ouvrit des succursales à travers l’Europe et aux États-Unis. Son premier atelier et sa boutique installés au 14, rue Cadet à Paris ouvrit en 1868. Ses épreuves portent alors la mention : « Ad. Braun (de Dornach)/ Photographe de S. M. l’Empereur/ Collections des Dessins des grands maîtres,/ des Musées du Louvre, Vienne, Florence,/ Weimar, Bâle, etc./ Reproduites en couleur par le procédé au charbon/ 14, rue Cadet, 14. »
Au cours de la décennie suivante, la société sera amenée à déménager, entre autres lors de l’association en 1872 avec Pierre-Louis Pierson et Léon Clément. À la mort d’Adolphe Braun, son fils Gaston (1845-1928) pris sa succession. Ce dernier, continua la tâche commencée par son père, obtenant en 1883 un contrat d’exclusivité de trente ans entre la maison Braun & Cie et les musées nationaux. Ce quasi-monopole provoqua un mécontentement général des autres maisons photographiques.
Son neveu, Fernand Braun (1852-1948) fait son apprentissage dans les ateliers de son oncle puis part s'installer à Angoulême en 1878, puis à Royan en 1895 où il fait une carrière remarquée comme portraitiste et éditeur de cartes postales de la région des Charentes.

### La maison Braun &Cieet le musée du Louvre

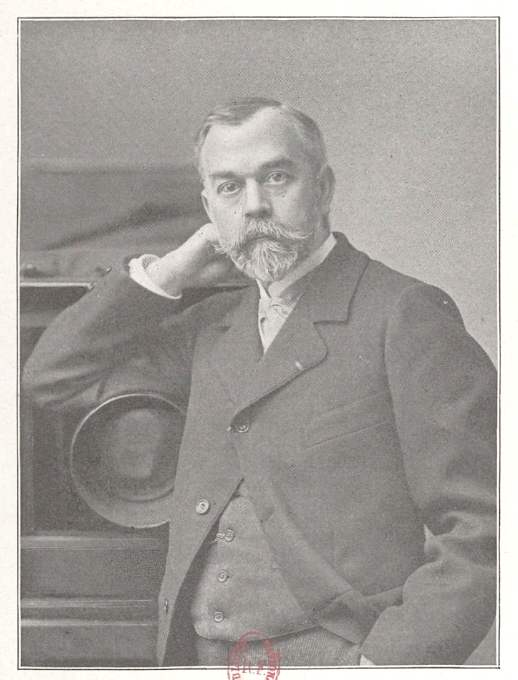
Gaston Braun (1900).

La maison Braun & Cie n’a pas attendu d’avoir un contrat d’exclusivité avant de commencer à photographier les chefs-d’œuvre du musée du Louvre. Les musées, vastes terrains pour la reproduction photographique d’œuvres d’art devinrent très prisés des photographes spécialistes dans le genre. La réglementation dans les années 1850 du musée du Louvre demeure assez floue, l’accès se faisant sur simple autorisation. L’invasion progressive des photographes, avec leur matériel encombrant, et le risque qu'elle entraîne de détérioration des salles et des œuvres engendrent le mécontentement de l’administration. Tant et si bien qu'Émilien de Nieuwerkerke, surintendant des Beaux-Arts, interdit toute opération photographique dans l’enceinte du musée par l’arrêté du 27 juillet 1866. Malgré cette interdiction, Braun obtint l’autorisation de photographier les dessins du Louvre grâce à Frédéric Reiset, conservateur des dessins, dont il publie 333 reproductions de dessins au début de l’année 1867, complétées en septembre de la même année par 600 autres. Les relations mondaines de Braun lui permirent la réalisation de campagnes de reproductions photographiques. Notamment, grâce au critique d’art, fort apprécié de l’époque, Paul de Saint-Victor (1827-1881), qui malgré son opposition manifeste envers la photographie, soutint dès la fin de l’année 1867 les Braun dans leur entreprise. Ce critique devint même le conseiller de la famille quant au choix des collections à photographier. Connaissant les nombreuses oppositions de l’époque face à la photographie, on peut se douter de l’apport bénéfique qu’a procuré ce soutien.
L’interdiction de photographier dans l’enceinte du musée du Louvre fut levée en 1872 et les demandes d’autorisation de photographier réglementées. Avec la mise en place de réglementations, comme les jours de travail et horaires imposés, l’utilisation du seul collodion sec, et la remise aux archives du musée de deux épreuves de chaque œuvre photographiée. Cependant, le ministère de l’Instruction publique et des Beaux-arts, dans une volonté d’éviter toute confusion préféra s’en remettre à une seule maison pour la réalisation et l’édition des reproductions photographiques d’œuvres d’art. Malgré la présence antérieure de conflits entre la maison Braun et l’administration des musées, le 3 décembre 1883, Gaston Braun obtint une concession au Louvre et le titre de photographe officiel du musée du Louvre et des musées nationaux (le musée du Luxembourg, de Saint-Germain-en-Laye, de Versailles, de Cluny et le musée Condé de Chantilly de 1898 à 1903) ; entrée en vigueur en 1885 pour une durée de trente ans. La maison Braun & Cie avait également à disposition dans l’enceinte du musée du Louvre un atelier ainsi qu’une salle de vente. Ce contrat assura dès lors la pérennité de l’entreprise avec l’assurance d’un travail jusqu’au début du siècle suivant. En échange, la maison Braun & Cie devait fournir 7 000 épreuves dont 1 400 imposées par le musée à un prix déterminé en accord avec l’administration.

### Les procédés techniques utilisés par la maison Braun &Cie
La qualité des épreuves, et la renommée internationale qu’acquiert au fur et à mesure la maison Braun & Cie, associées à ses relations mondaines lui permirent un certain rapprochement avec l’administration, et d’obtenir cette concession avec les musées nationaux. Avant de parvenir à une technique permettant d’acquérir de parfaits résultats, Braun en expérimenta plusieurs. Les premières reproductions photographiques d’Adolphe Braun lors de sa campagne au musée de Bâle furent tirées aux sels de fer d’après le procédé Rousseau. Il est parfois avancé, qu’insatisfait du résultat obtenu, Adolphe Braun aurait échangé les épreuves en 1866 par des tirages au charbon. En effet, le nom de Braun est souvent associé à ce procédé qui fut grandement employé par la maison Braun & Cie et amené à son paroxysme. La pérennité des images était fondamentale pour tout photographe ; le procédé de tirage au charbon inaltérable d’Alphonse Poitevin (1819-1882), qui remporta le concours lancé par le duc de Luynes en 1862, engendra à sa suite d’autres expérimentations.
En avril 1866, la maison Braun & Cie adopta le procédé au charbon « à double transfert » de l’anglais Joseph Wilson Swan (1828-1914) breveté en 1864. C’est avec ce procédé que Braun mena sa campagne de reproduction des dessins du musée du Louvre, avec le consentement du conservateur Frédéric Reiset. La maison Braun & Cie se dota de nouveaux ateliers et installa une machine à vapeur qui actionnait la fabrication et le traitement du papier au charbon. Par la suite, Braun pour se rapprocher au plus près des couleurs des dessins des maîtres qu’il photographiait, il ajouta différents pigments (brun, sépia, jaune, rouge et bleu) à la préparation.
Rapidement, de nouveaux procédés virent le jour. Face aux procédés photomécaniques, le tirage au charbon assez coûteux ne pouvait résister aux exigences commerciales de fournir des épreuves à bas prix. Goupil & Cie adopta le procédé inventé par Walter Bentley Woodbury, appelé photoglyptie dès 1868. La maison Braun réalisa ses propres tirages photoglyptiques à partir de 1872. Elle utilisait ce procédé uniquement pour les clichés à forte vente, dans des formats ne dépassant pas le 13 × 18 cm, ce qui lui permet de baisser le prix des épreuves ainsi obtenues. Suivant les avancées techniques, la maison Braun & Cie en 1876 utilisa ensuite massivement la phototypie. Adolphe Braun l’utilisait depuis 1867, et ses presses fonctionnèrent pendant près d’un siècle. Cependant, concernant la reproduction photographique d’œuvre d’art, elle ne remplaça le charbon que très tardivement, car elle ne put avant longtemps prétendre au même degré de qualité : les épreuves au charbon de grand format demeurent emblématiques de la maison Braun & Cie.
La reproduction photographique d’œuvres d’art, objet d’expérimentations pour les premiers photographes devint par la suite, une spécialisation. Ce qui entraîna l’émergence d’un nouveau marché, et fit croître les maisons d’éditions et d’impression photographique, qui s’industrialisèrent progressivement, au gré des progrès techniques. La reproduction photographique d’œuvres d’art devint un moyen de diffusion du savoir artistique et culturel aux masses.

### Intégration de la taille douce
Gaston Braun a racheté après 1905 les anciens ateliers de Charles Chardon fondés en 1818, une imprimerie d'art qui avait été reprise en 1890 par les frères Wittmann, et spécialisée dans la taille douce. L'atelier dirigé par Charles-Léon Wittmann (né en 1864), qui travaille également au service de la Chalcographie du Louvre et qui développa le tirage en héliogravure, fut transféré par Braun place de l'Estrapade à Paris,.

### Dernières années
L'activité de la Maison Braun & Cie, la partie héliogravure basée à Mulhouse, est en partie acquise en 1957, par le groupe Desfossés-Néogravure, lequel fusionne en 1965 avec l'imprimerie Chaix. La marque disparaît après 1969,.

## Séries photographiques
- Fleurs photographiées, 1854, série de photographies de fleurs en bouquets destinée aux arts décoratifs[21].
- Les animaux de ferme, vers 1860.
- Les vues panoramiques de la Suisse, de Paris, de Savoie, de l'Italie, 1866-1870.
- La panoplie du gibier, 1867.
- Les costumes de la Suisse, 1869[22].
- Les vues d'Italie, 1869.
- Les vues d'Égypte réalisées à l'occasion de l'inauguration du Canal de Suez, 1869.
- Le Théâtre de la guerre à Paris, Strasbourg et Belfort, 1870-1871.

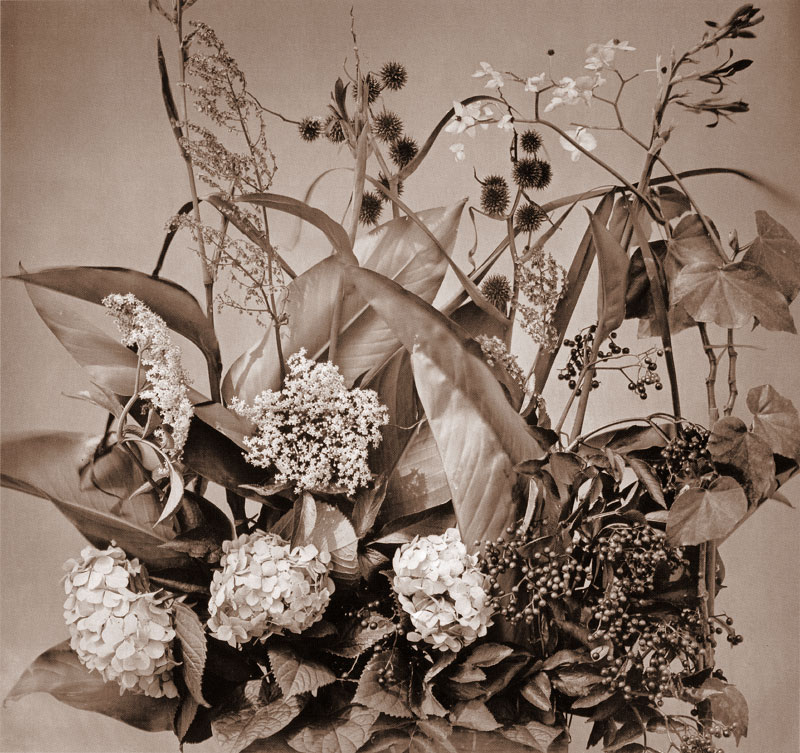
Étude de fleurs, vers 1855.
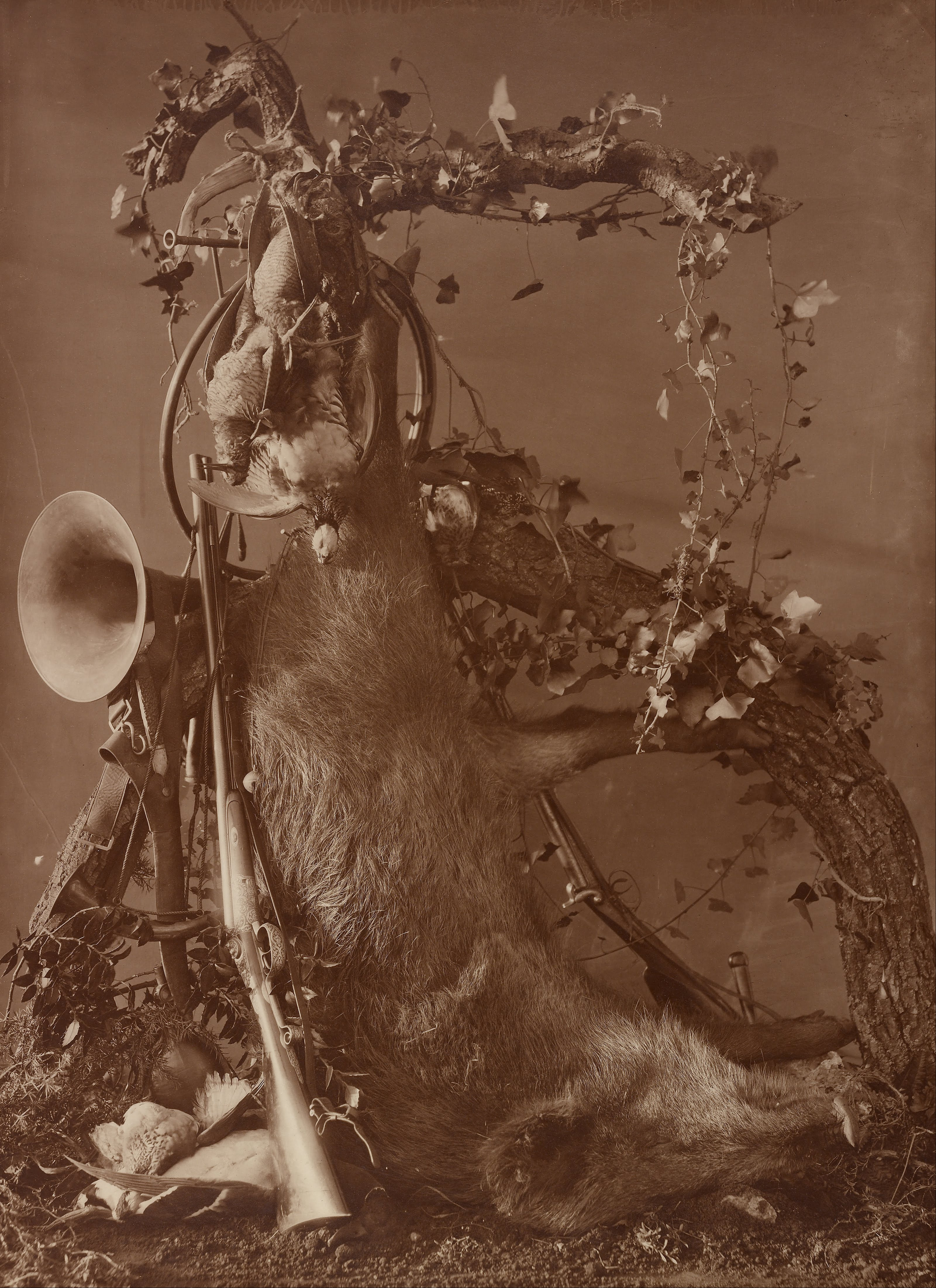
Nature morte d'une scène de chasse, 1867.
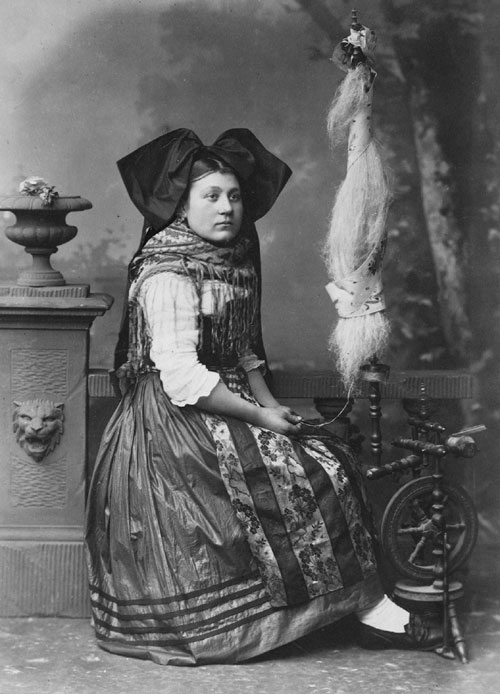
Alsacienne en costume traditionnel, vers 1870.
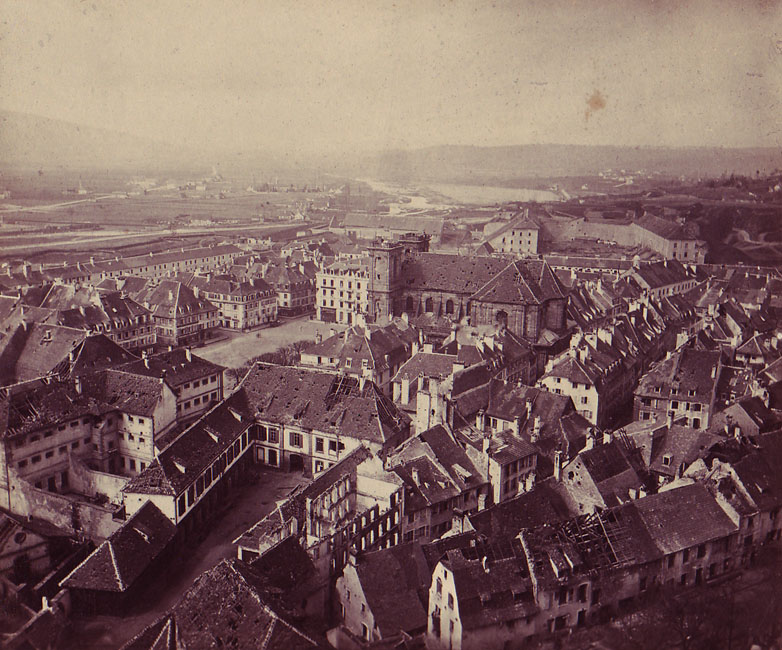
Belfort, vers 1870-1871.
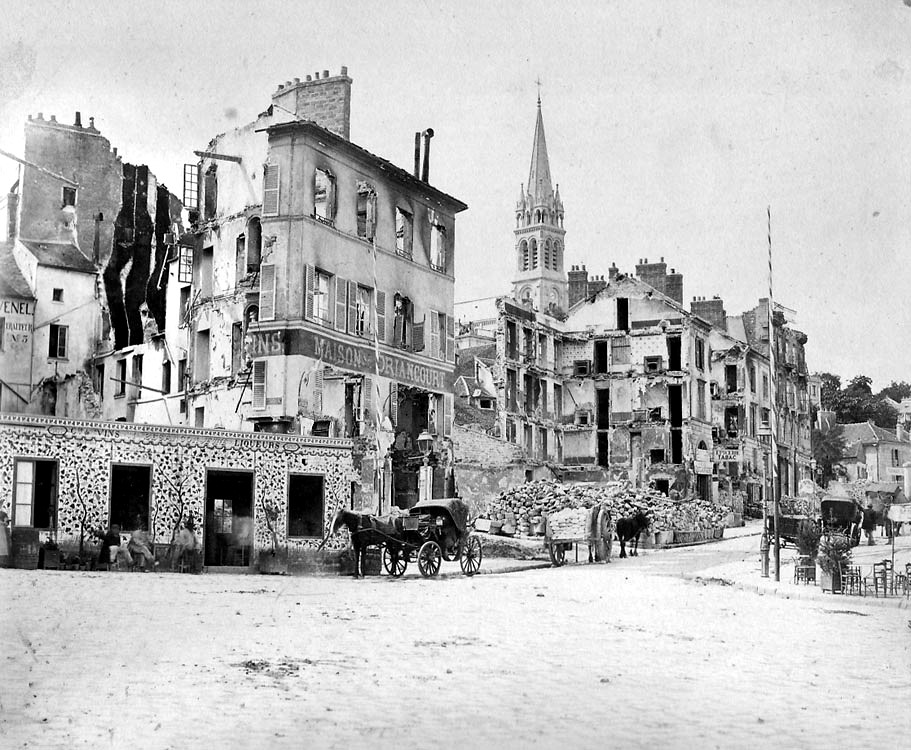
Saint-Cloud, 1871.
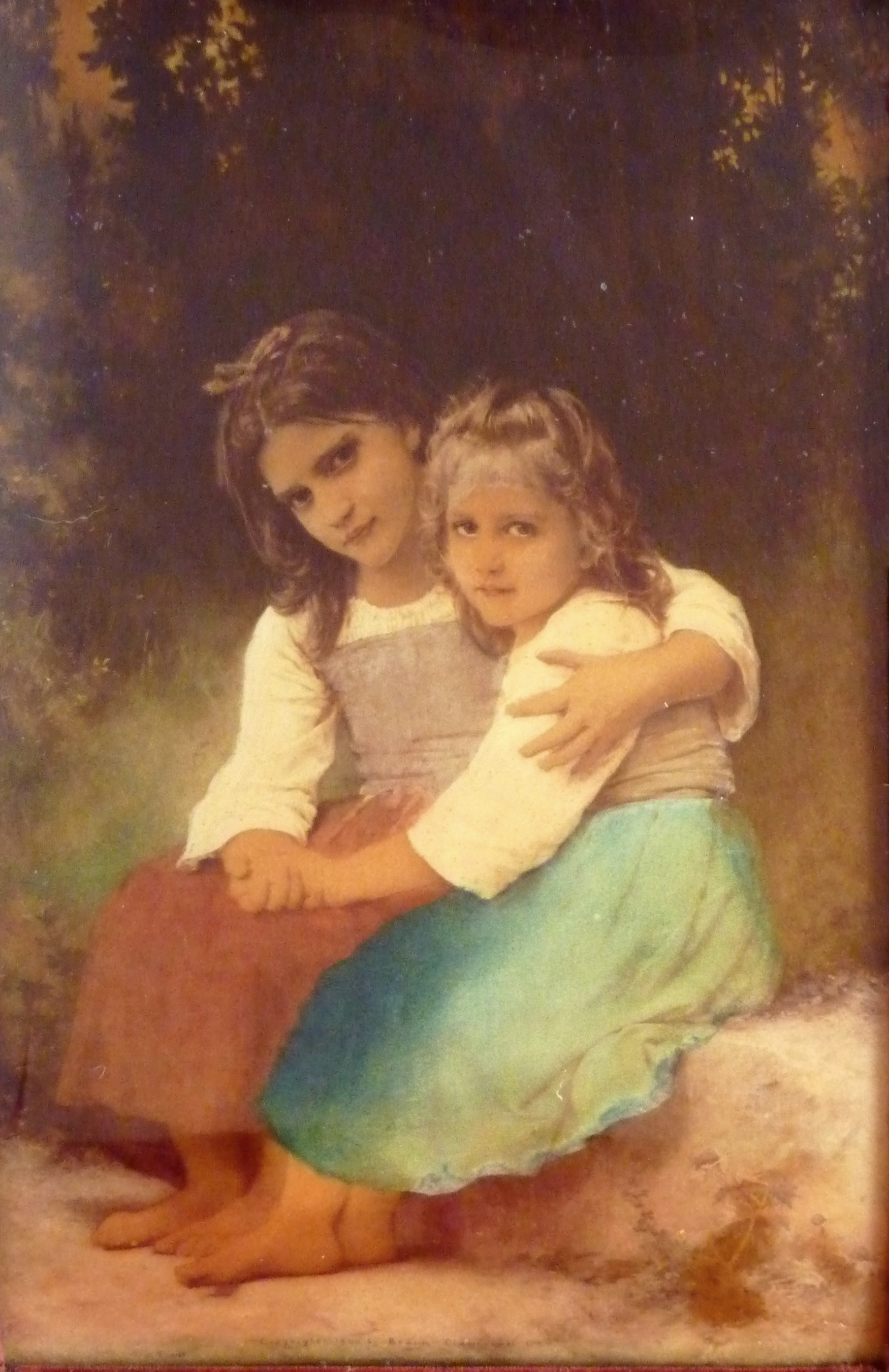
Les Petites Amies, William Bouguereau (1898). Reproduction en couleur[23], 1900, Braun, Clément et Cie.

### Ouvrages généraux
- Ulrich Pohlmann et Paul Mellenthin (dir.), Adolphe Braun : une entreprise photographique européenne au 19e siècle, Munich, Schirmer Mosel, 2017, 262 p.
- (en) Mary Bergstein (dir.), Image and enterprise : the photographs of Adolphe Braun, Londres, Thames & Hudson, 2000.
- Georges Besson, Etablissements Braun & Cie, imprimeurs, éditeurs : un siècle de technique, Paris/Lyon/Mulhouse, Braun, 1948.
- Laure Boyer, La photographie de reproduction d’œuvres d’art au XIXe siècle en France, 1839-1919 (thèse de doctorat, Institut d’histoire de l’art), Strasbourg, université Marc Bloch, 2004.
- Dominique de Font-Réaulx et Joëlle Bolloch, L'œuvre d'art et sa reproduction, Paris, musée d'Orsay, 2006.
- Michel Frizot, Nouvelle histoire de la photographie, Paris, Larousse, 2001.
- Pierre Gascar, Botanica : photographies de végétaux aux XIXe et XXe siècles, Paris, Centre national de la photographie, 1987.
- Christian Kempf, Adolphe Braun et la photographie, 1812-1877, Illkirch-Graffenstaden, Éditions Lucigraphie, 1994.
- André Rouillé, La Photographie en France. Textes et controverses. Une anthologie, 1816-1871, Paris, Macula, 1989.
- Charlène Sébert, La reproduction photographique d'œuvres d'art au XIXe siècle. L'exemple de la maison Braun & Cie, avec huit albums conservés au musée d'Orsay, mémoire de recherche, sous la direction de Claire Barbillon, université Paris Ouest Nanterre La Défense, 2010.

### Articles et revues
- Jacqueline Jacqué, « Le fonds A. Braun », Bulletin de la Société industrielle de Mulhouse, 1975.
- (en) Ann McCauley, « Art reproductions for the masses », Industrial Madness, New Haven, Londres, Yale University Press, 1994.
- Pierre-Lin Renié, « Braun versus Goupil et quelques autres histoires, la photographie au musée du Louvre au XIXe siècle, Bordeaux, musée Goupi », État des lieux, no 2,‎ 1999.
- Pierre-Lin Renié, « De l’imprimerie photographique à la photographie imprimée », Études photographiques, no 20,‎ juin 2007.
- Naomi Rosenblum, « Adolphe Braun, Revisited », Image, vol. 32, no 1, juin 1989.
- Thiébault Sisson, « La maison Braun de Dornach et la photographie au musée du Louvre », Revue alsacienne illustrée, 1886, tome 9.
- « Le Second Empire vous regarde », Le Point. Revue artistique et littéraire, no 53/54, janvier 1958.  — Reproduction d’un choix de photographies d’Adolphe Braun, 60 pages.